# Aruvu rezuru: kikaijikake no yōseitachi
Aruvu rezuru: kikaijikake no yōseitachi (アルヴ・レズル -機械仕掛けの妖精たち-? lett. "Arve Rezzle - Fate meccaniche") è una serie di light novel scritta da Yū Yamaguchi, pubblicata a puntate sulla webzine Box-Air di Kōdansha a partire dal 2011. Un film d'animazione di 25 minuti, basato sulla serie e prodotto da Zexcs per l'Anime Mirai 2013, è stato proiettato in Giappone il 2 marzo 2013 e diretto da Tatsuya Yoshihara.

## Trama
Ambientato nel 2022, la tecnologia è avanzata a tal punto che il sistema nervoso umano può essere integrato facilmente all'interno dei mezzi di telecomunicazione tramite delle nanomacchine. Le persone lasciano i propri corpi all'interno di tubi di stasi pieni d'acqua ed attraversano così il cyberspazio. Tuttavia si verifica un sovraccarico del sistema che causa la perdita di migliaia di coscienze nella rete, tale fenomeno viene denominato "Early Rupture" ("Rottura precoce"). La protagonista Remu Mikage scoprirà che tra le vittime vi è anche sua sorella Shiki, così partirà alla ricerca dell'anima di quest'ultima.

## Personaggi
Remu Mikage (?)
Doppiata da: Jun Fukuyama
Shiki Mikage (?)
Doppiata da: Eri Kitamura